# Erlen (Sprockhövel)
Erlen ist eine Straßensiedlung im Stadtteil Gennebreck der Stadt Sprockhövel im Ennepe-Ruhr-Kreis, Nordrhein-Westfalen. Sie geht aus einer älteren Hofschaft hervor.

## Lage und Beschreibung
Erlen liegt im südwestlichen Teil des Sprockhöveler Stadtgebiets an der nördlichen Flanke des Höhenzugs Mettberg. Der Großteil der Siedlung erstreckt sich entlang der Landesstraße L294 (hier Barmer Straße genannt), die quer über den Höhenzug das benachbarte Kirchdorf Herzkamp mit dem nahen Wuppertal verbindet. 
Weitere Nachbarorte sind Ellerhäuschen, Lehn, Stöcken, Stöckerbecke, Äckern, Busch, Mettberg, Birkenhof, Kleiner Siepen, Ochsenkamp und Einerfeld. 
Das denkmalgeschützte alte Hofeshaus (postalische Anschrift Barmer Straße 16)  befindet sich etwas abseits des heutigen Siedlungsschwerpunkts, der sich ab dem ersten Drittel des 20. Jahrhunderts hin zur Barmer Straße verlagert hat, wo sukzessive ein Neubaubereich entstand. 
Neben dem Hofeshaus ist als historisches Gebäude auch noch eine alte Heimbandwirkerei Hof Messelken (postalische Anschrift Barmer Straße 20) erhalten. Das denkmalgeschützte Gebäude besteht aus einem älteren Haupthaus aus Fachwerk und einem 1898 errichteten Anbau. Die Hofanlage ist eine der letzten gut erhaltenen Hausbandwebereien der Region Wuppertal. 

## Geschichte

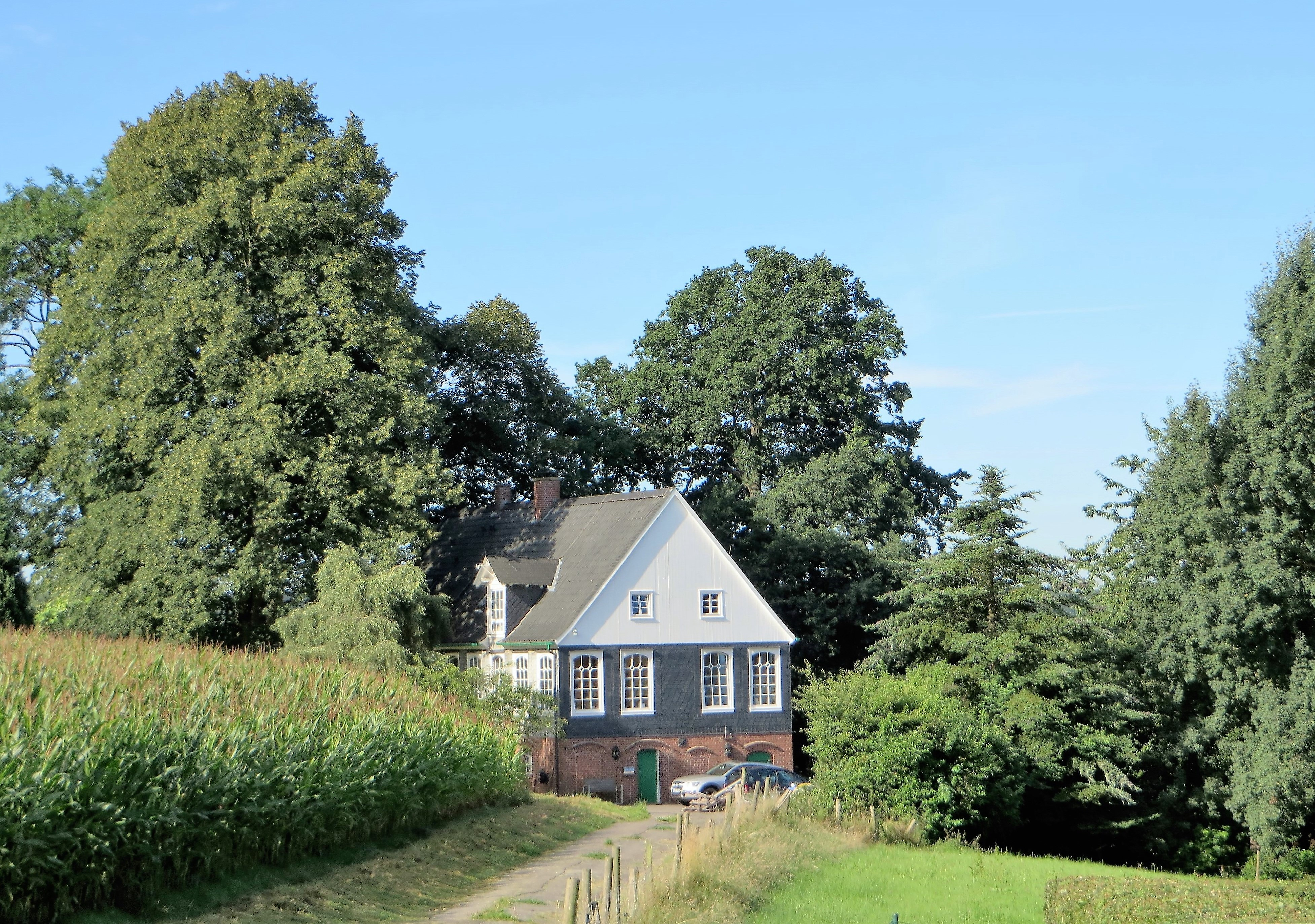
Die Heimbandwirkerei Hof Messelken, Barmer Straße 20

Die Hofschaft Erlen wird im Schatzbuch der Grafschaft Mark aus dem Jahr 1486 urkundlich erwähnt und besaß laut einem Gennebrecker Güterverzeichnis 1704 ein oder zwei Hofgüter. Der Ort gehörte bis 1807 der Bauerschaft Gennebreck (In der Gendenbraken buyr) innerhalb des Hochgerichts und der Rezeptur Schwelm des Amts Wetter in der Grafschaft Mark an. Laut dem Schatzbuch der Grafschaft Mark gab in der Bauerschaft mit 17 Steuerpflichtigen ein Dyrych in den Erlen 2 Goldgulden an Abgabe.
Von 1807 bis 1814 war Erlen aufgrund der napoleonischen Kommunalreformen im Großherzogtum Berg Teil der Landgemeinde Gennebreck innerhalb der neu gegründeten Mairie Hasslinghausen im Arrondissement Hagen, die nach dem Zusammenbruch der napoleonischen Administration nun der Bürgermeisterei Haßlinghausen (ab 1844 Amt Haßlinghausen) im Landkreis Hagen (ab 1897 Kreis Schwelm, ab 1929 Ennepe-Ruhr-Kreis) angehörte.  
Erlen erscheint auf der Niemeyersche Karte, Ausgabe Spezialkarte des Bergwerkdistrikts des Distrikts Blankenstein, von 1788/89 als zwei Hofgüter mit zusammen drei Gebäuden. Der Ort ist auf der Preußischen Uraufnahme von 1840 als In der Erlen verzeichnet. Ab den Folgeausgaben der Preußischen Neuaufnahme von 1892 ist der Ort auf Messtischblättern der TK25 als Erlen verzeichnet.  
1818 und 1822 lebten 24 Menschen im als Kothen/Kotten kategorisierten Ort. Der laut der Ortschafts- und Entfernungs-Tabelle des Regierungs-Bezirks Arnsberg 1839 In den Erlen genannte Ort besaß zu dieser Zeit vier Wohnhäuser und ein landwirtschaftliches Gebäude. Zu dieser Zeit lebten 77 Einwohner im Ortsbereich, davon einer katholischer und 76 evangelischer Konfession.
Das Gemeindelexikon für die Provinz Westfalen gibt 1885 für Erlen eine Zahl von 32 Einwohnern an, die in zwei Wohnhäusern lebten. 1895 besitzt der Ort drei Wohnhäuser mit 40 Einwohnern, 1905 zählt der Ort vier Wohnhäuser und 45 Einwohner.
Am 1. Januar 1970 wurde das Amt Haßlinghausen aufgelöst und die amtsangehörige Landgemeinde Gennebreck mit Erlen in die Stadt Sprockhövel eingemeindet.